# Peter Doig
Peter Doig (/ dɔɪɡ / DOYG; n. 17 aprilie 1959, Edinburgh, Scoția, Regatul Unit) este un pictor scoțian.